# Wallula
Wallula (kiejtése: wəˈluːlʌ) az Amerikai Egyesült Államok északnyugati részén, Washington állam Walla Walla megyéjében elhelyezkedő statisztikai település. A 2010. évi népszámlálási adatok alapján 179 lakosa van.

## Történet
Lewis és Clark expedíciója 1806. április 27-én érkezett a térségbe; a két felfedező Yellepit törzsfőnök és száz yakama indián társaságában három napot töltött itt. Meriwether Lewis szerint 550 őslakos élt itt.
David Thompson 1811. június 9-én a Kígyó-folyó mentén jelezte a North West Company kereskedőhely-létesítési szándékát.
Az első európaiak 1818-ban, a North West Company kereskedőhelyének megnyitásakor érkeztek.

## Éghajlat
| Hónap                         | Jan.  | Feb.  | Már.  | Ápr. | Máj. | Jún. | Júl. | Aug. | Szep. | Okt.  | Nov.  | Dec.  | Év    |
| ----------------------------- | ----- | ----- | ----- | ---- | ---- | ---- | ---- | ---- | ----- | ----- | ----- | ----- | ----- |
| Rekord max. hőmérséklet (°C)  | 23,3  | 23,3  | 31,7  | 35,0 | 40,0 | 42,8 | 46,1 | 46,1 | 37,8  | 32,2  | 26,1  | 21,7  | 46,1  |
| Átlagos max. hőmérséklet (°C) | 5,6   | 8,9   | 14,4  | 18,9 | 23,9 | 27,8 | 32,2 | 31,7 | 26,7  | 18,9  | 10,6  | 4,4   | 18,7  |
| Átlagos min. hőmérséklet (°C) | −1,7  | −0,6  | 2,2   | 5,6  | 10,0 | 13,3 | 16,7 | 16,1 | 11,1  | 5,6   | 2,2   | −1,7  | 6,6   |
| Rekord min. hőmérséklet (°C)  | −32,8 | −30,6 | −12,8 | −7,8 | −2,8 | 2,2  | 3,3  | 2,8  | −6,1  | −10,0 | −21,7 | −33,9 | −33,9 |
| Átl. csapadékmennyiség (mm)   | 27    | 21    | 19    | 14   | 16   | 13   | 6    | 5    | 8     | 15    | 25    | 29    | 198   |
| Forrás: The Weather Channel   |       |       |       |      |      |      |      |      |       |       |       |       |       |

## Népesség
A település népességének változása:
| Lakosok száma | 197  | 179  | 140  |
|               | 2000 | 2010 | 2020 |

## Fordítás
- Ez a szócikk részben vagy egészben  a   Wallula, Washington című angol Wikipédia-szócikk ezen változatának fordításán alapul.  Az eredeti cikk szerkesztőit annak laptörténete sorolja fel. Ez a jelzés csupán a megfogalmazás eredetét és a szerzői jogokat jelzi, nem szolgál a cikkben szereplő információk forrásmegjelöléseként.